# Niemojki (województwo warmińsko-mazurskie)
Niemojki (niem. Klein Nehmen) – uroczysko - dawna miejscowość (niestandaryzowana część osady Girgajny) w województwie warmińsko-mazurskim, w powiecie iławskim, w gminie Zalewo.
W roku 1973, jako niezamieszkany majątek, Niemojki należały do powiatu morąskiego, gmina i poczta Zalewo.